# Municipio de Union (condado de Sherman)
El municipio de Union (en inglés: Union Township) es un municipio ubicado en el condado de Sherman en el estado estadounidense de Kansas. En el año 2010 tenía una población de 47 habitantes y una densidad poblacional de 0,34 personas por km².

## Geografía
El municipio de Union se encuentra ubicado en las coordenadas 39°19′49″N 101°26′49″O / 39.33028, -101.44694. Según la Oficina del Censo de los Estados Unidos, el municipio tiene una superficie total de 139.69 km², de la cual 139,69 km² corresponden a tierra firme y (0 %) 0 km² es agua.

## Demografía
Según el censo de 2010, había 47 personas residiendo en el municipio de Union. La densidad de población era de 0,34 hab./km². De los 47 habitantes, el municipio de Union estaba compuesto por el 95,74 % blancos, el 4,26 % eran isleños del Pacífico. Del total de la población el 2,13 % eran hispanos o latinos de cualquier raza.